# 800 mètres masculin aux championnats du monde d'athlétisme en salle 2016
Pour un article plus général, voir Championnats du monde d'athlétisme en salle 2016.
Navigation
2014 2018
Le 800 mètres masculin des championnats du monde en salle 2016 s'est déroulé les 18 et 19 mars 2016 à Portland, aux États-Unis.

## Faits marquants
Le Qatarien Musaeb Abdulrahman Balla remporte la série la plus rapide en 1 min 47 s 61, devant le tenant du titre, l'Éthiopien Mohammed Aman, et l'Américain Erik Sowinski, qualifiés au temps. Les autres vainqueurs des séries sont le Burundais Antoine Gakeme, devant l'autre Américain Boris Berian, et le Marocain Mostafa Smaili seul qualifié de sa série.
En finale, à l'instar de ce qu'il avait fait aux championnats des États-Unis la semaine passée, Berian mène la course de bout en bout. Détaché du peloton, il passe aux 400 m en 49 s 73 et gagne nettement, devant Gakeme et Sowinski. Balla gêné dans le dernier virage ne termine que 5e.

## Meilleures performances mondiales en 2016
Les meilleures performances mondiales en 2016 avant les Championnats du monde en salle sont :
|   | Athlète                  | Pays       | Marque        | Lieu            | Date            |
| - | ------------------------ | ---------- | ------------- | --------------- | --------------- |
| 1 | Adam Kszczot             | Pologne    | 1 min 45 s 63 | Stockholm       | 17 février 2016 |
| 2 | Donavan Brazier          | États-Unis | 1 min 45 s 93 | College Station | 16 janvier 2016 |
| 3 | Musaeb Abdulrahman Balla | Qatar      | 1 min 45 s 93 | Stockholm       | 17 février 2016 |
| 4 | Boris Berian             | États-Unis | 1 min 46 s 00 | Portland        | 29 janvier 2016 |
| 5 | Andrés Arroyo            | Porto Rico | 1 min 45 s 63 | Fayetteville    | 27 février 2016 |

## Médaillés
| Or           | Argent         | Bronze        |
| Boris Berian | Antoine Gakeme | Erik Sowinski |

## Résultats

### Finale
| Rang               | Athlète                  | Nationalité | Temps         | Notes |
| ------------------ | ------------------------ | ----------- | ------------- | ----- |
| Médaille d'or      | Boris Berian             | États-Unis  | 1 min 45 s 83 | SB    |
| Médaille d'argent  | Antoine Gakeme           | Burundi     | 1 min 46 s 65 | SB    |
| Médaille de bronze | Erik Sowinski            | États-Unis  | 1 min 47 s 22 |       |
| 4                  | Mohammed Aman            | Éthiopie    | 1 min 47 s 97 |       |
| 5                  | Musaeb Abdulrahman Balla | Qatar       | 1 min 48 s 31 |       |
| 6                  | Mostafa Smaili           | Maroc       | 1 min 52 s 32 |       |

### Séries
Qualification : Le premier de chaque série (Q) et les 3 meilleurs temps (q) sont qualifiés pour la finale.
| Rang | Série | Nom                      | Nationalité | Temps         | Notes |
| ---- | ----- | ------------------------ | ----------- | ------------- | ----- |
| 1    | 3     | Musaeb Abdulrahman Balla | Qatar       | 1 min 47 s 61 | Q     |
| 2    | 3     | Mohammed Aman            | Éthiopie    | 1 min 48 s 02 | q     |
| 3    | 2     | Antoine Gakeme           | Burundi     | 1 min 48 s 09 | Q SB  |
| 4    | 3     | Erik Sowinski            | États-Unis  | 1 min 48 s 11 | q     |
| 5    | 2     | Boris Berian             | États-Unis  | 1 min 48 s 55 | q     |
| 6    | 2     | Jeremiah Kipkorir Mutai  | Kenya       | 1 min 48 s 70 |       |
| 7    | 2     | Andreas Kramer           | Suède       | 1 min 49 s 46 |       |
| 8    | 2     | Daniel Andújar           | Espagne     | 1 min 49 s 49 |       |
| 9    | 3     | Theofanis Michaelas      | Chypre      | 1 min 51 s 36 |       |
| 10   | 1     | Mostafa Smaili           | Maroc       | 1 min 52 s 16 | Q     |
| 11   | 3     | Brice Etes               | Monaco      | 1 min 52 s 23 | SB    |
| 12   | 1     | Edward Kibet Kemboi      | Kenya       | 1 min 52 s 39 |       |
| 13   | 1     | Álvaro de Arriba         | Espagne     | 1 min 52 s 60 |       |
| 14   | 1     | Pol Moya                 | Andorre     | 1 min 54 s 19 |       |
| 15   | 1     | Wais Ibrahim Khairandesh | Afghanistan | 1 min 57 s 36 | NIR   |

## Légende
Records et Performances
- AR : Record continental (area record)
- CR : Record des championnats (championship record)
- MR : Record du meeting (meet record)
- NR : Record national (national record)
- OR : Record olympique (olympic record)
- PR : Record paralympique (paralympic record)
- PB : Record personnel (personal best)
- SB : Meilleure performance personnelle de la saison (season's best)
- WL : Meilleure performance mondiale de l'année (world leader)
- WJR : Record du monde junior (world junior record)
- WR : Record du monde (world record)

Circonstances et Conditions
- DNF : N'a pas terminé (did not finish)
- DNS : N'a pas pris le départ (did not start)
- DQ : Disqualification (disqualification)
- NM : Aucun essai valable enregistré (No Mark)
- Q : Qualifié « directement » au prochain tour (ou à la prochaine compétition), lors d'une compétition majeure, grâce au classement ou à la réalisation des minima (automatic qualifier)
- q : Qualifié au prochain tour (ou à la prochaine compétition), lors d'une compétition majeure, grâce au repêchage ou à la réalisation de l'une des meilleures performances parmi celles des « non qualifiés directement » (grâce au meilleur temps ou à la meilleure distance par exemple) (secondary qualifier)